# Anatole Dauman
Pour les articles homonymes, voir Dauman.
Anatole Dauman, né Anatol Dauman le 7 février 1925 à Varsovie (Pologne) et mort le 8 avril 1998 à Paris 16e, est un producteur de cinéma français.

## Biographie
À la suite du défilé des troupes nazies sur les Champs-Élysées en juin 1940, Anatole Dauman, juif polonais arrivé en France à l'âge de 6 mois, s’engage dans les Forces Françaises Combattantes au sein du réseau « Georges France ». 
« Autodidacte et amateur d'art friand des nuits germanopratines et des amitiés pataphysiques », il fonde la société de production Argos Films avec Philippe Lifchitz. Dès 1950, il produit une série de documentaires sur la peinture et sur la musique. 
Il est le producteur des premiers films de Pierre Kast, Jean Aurel et Chris Marker. En 1955, il produit Nuit et Brouillard d’Alain Resnais puis, en 1959, Hiroshima mon amour
il produit l'un de ses films les plus célèbres : L'Empire des sens.
Parmi de nombreuses autres productions, Anatole Dauman travaille avec Jean-Luc Godard sur Masculin féminin et Deux ou trois choses que je sais d'elle respectivement en 1966 et 1967. Dans ces années, sa compagnie de production s’écarte progressivement de la mouvance de la Nouvelle Vague qui préconise de petits budgets de réalisation et un travail principalement axé sur l’abandon du studio.
Par la suite, il produit également Le Tambour de Volker Schlöndorff en 1979, Paris, Texas de Wim Wenders en 1984 et Les Ailes du désir de Wim Wenders en 1988.
Anatole Dauman fut un ardent défenseur de Henri Langlois, le cofondateur de la Cinémathèque française.

## Filmographie
- 1951 : L'Affaire Manet de Jean Aurel
- 1953 : Peter Bruegel l'Ancien d'Edmond Lévy
- 1953 : Mina de Vanghel de Maurice Barry et Maurice Clavel
- 1955 : Nuit et Brouillard d'Alain Resnais
- 1956 : Les Hommes de la baleine de Mario Ruspoli
- 1956 : Paris la nuit de Jacques Baratier et Jean Valère
- 1956 : Dimanche à Pékin de Chris Marker
- 1957 : Lettre de Sibérie de Chris Marker
- 1958 : Broadway by Light de William Klein
- 1959 : Les Astronautes de Walerian Borowczyk et Chris Marker
- 1959 : Hiroshima mon amour d'Alain Resnais
- 1960 : Paris la belle de Pierre Prévert
- 1960 : On vous parle, court-métrage de Jean Cayrol et Claude Durand.
- 1961 : Le Rendez-vous de minuit de Roger Leenhardt
- 1961 : Madame se meurt de Jean Cayrol et Claude Durand
- 1961 : Chronique d'un été d'Edgar Morin et Jean Rouch
- 1962 : La Jetée de Chris Marker
- 1962 : À Valparaíso de Joris Ivens
- 1963 : Muriel, ou le Temps d'un retour d'Alain Resnais
- 1964 : Èves futures de Jacques Baratier
- 1965 : Les oiseaux sont des cons de Chaval
- 1965 : Mona, l'étoile sans nom d'Henri Colpi
- 1966 : Masculin féminin de Jean-Luc Godard
- 1966 : La Guerre est finie de Alain Resnais
- 1967 : Deux ou trois choses que je sais d'elle de Jean-Luc Godard
- 1967 : Mouchette de Robert Bresson
- 1969 : Jeanne et la Moto de Diourka Medveczky
- 1971 : L'amour c'est gai, l'amour c'est triste de Jean-Daniel Pollet
- 1972 : La Chavalanthrope de Mario Ruspoli
- 1972 : Les Rendez-vous en forêt de Alain Fleischer
- 1973 : La Planète sauvage de René Laloux
- 1974 : Ô Gaule de Pierre-Marie Goulet
- 1974 : Le Beau samedi de Renaud Walter
- 1974 : Contes immoraux de Walerian Borowczyk
- 1975 : La Bête de Walerian Borowczyk
- 1976 : Chantons sous l'Occupation d'André Halimi
- 1976 : L'Empire des sens (Ai no corrida) de Nagisa Ōshima
- 1976 : Le Coup de grâce (Der Fangschuß) de Volker Schlöndorff
- 1977 : L'Amour monstre de tous les temps de Walerian Borowczyk
- 1978 : L'Empire de la passion (Ai no borei) de Nagisa Ōshima
- 1979 : Demain la petite fille sera en retard à l'école de Michel Boschet
- 1979 : Le Tambour (Die Blechtrommel) de Volker Schlöndorff
- 1981 : Les Fruits de la passion de Shuji Terayama
- 1981 : Le Faussaire (Die Fälschung) de Volker Schlöndorff
- 1983 : La Belle Captive d'Alain Robbe-Grillet
- 1984 : Scherzo infernal de Walerian Borowczyk
- 1984 : Paris, Texas de Wim Wenders
- 1987 : Les Ailes du désir (Der Himmel über Berlin) de Wim Wenders
- 1997 : Level Five de Chris Marker